# Liberaal anglo-katholicisme
Liberaal anglo-katholicisme (Engels: Liberal Anglo-Catholicism) is een sub-stroming binnen het anglo-katholicisme, een stroming binnen het anglicanisme. Het liberaal anglo-katholicisme is cultureel en sacramenteel in het katholicisme zoals zich dat heeft ontwikkeld binnen de anglicaanse gemeenschap, maar deelt tegelijkertijd veel overeenkomsten met het liberale christendom.
Het liberale anglo-katholicisme ontstond aan het einde van de negentiende eeuw in het Verenigd Koninkrijk en de Verenigde Staten van Amerika toen het tot een breuk kwam binnen het anglo-katholicisme. De conservatieve stroming wees modern, tekstkritisch onderzoek van de hand, terwijl de meer liberaal ingestelde stroming voorstander was van moderne wetenschappelijke methoden om de Bijbel uit te leggen. Vertegenwoordigers van de laatste groep noemden zich Liberal Anglo-Catholics en een van hun belangrijkste vertegenwoordigers was de Britse theoloog Charles Gore (1853-1932). In 1889 publiceerden de liberale anglo-katholieken in het Verenigd Koninkrijk hun voornaamste theologische werk, Lux Mundi (1), dat essays bevatte van verschillende theologen over uiteenlopende theologische onderwerpen.
De liberale anglo-katholieke theologen waren voornamelijk verbonden aan de Universiteit van Cambridge
Zij deden het blad Theology verschijnen. In de eerste helft van de twintigste eeuw verscheen een nieuwe bundel essays, Essays Catholic and Critical (1926).
Een aantal aartsbisschoppen van Canterbury in de twintigste eeuw wordt gerekend tot het anglo-katholicisme: William Temple (r. 1942-1944) en Michael Ramsey (r. 1961-1974). Van 2002 tot 2012 was Rowan Williams, een belangrijk vertegenwoordiger van het liberaal anglo-katholicisme, aartsbisschop van Canterbury.
Sinds het einde van de twintigste eeuw spreken liberale anglo-katholieken zich uit ten voordele van priesterwijding voor vrouwen, het inzegenen van homohuwelijken en de acceptatie van homoseksuele priesters. De bekendste organisaties van liberale anglo-katholieken zijn Affirming Catholicism en de Society of Catholic Priests.
Het seminarie waar veel liberale anglo-katholieken hun opleiding ontvangen is Westcott House (Cambridge).
Veel liberale anglo-katholieken worden in verband gebracht met het christensocialisme en het sociaalliberalisme.